# Dãy núi Hồng Lĩnh
Dãy núi Hồng Lĩnh (chữ Hán: 鴻嶺, tên chữ: Hồng Sơn, tên nôm: Ngàn Hống, tên gọi dân gian: Rú Hống) là một dãy núi nằm tại tỉnh Hà Tĩnh.
Dãy núi Hồng Lĩnh cùng với sông Lam là địa danh mang tính biểu tượng của Xứ Nghệ (hai tỉnh Nghệ An và Hà Tĩnh hiện nay). Đây còn là một trong 9 ngọn núi được khắc vào Cửu Đỉnh ở Cố đô Huế (9 đỉnh đồng tại Kinh thành Huế).

## Vị trí
- Dãy núi dài khoảng 30 km (theo hướng Tây Bắc - Đông Nam), nơi rộng nhất chừng 15 km, đỉnh cao nhất tới 768m so với mực nước biển[1][6]
- Toạ độ từ 105 41’ đến 105 55’ kinh đông và từ 18 28’ đến 18 39’ vĩ bắc[7].
- Cách thành phố Vinh 1 km về hướng Nam, cách thành phố Hà Tĩnh khoảng 17 km về hướng Bắc.
- Sườn phía Bắc núi Hồng Lĩnh nằm dọc theo Sông Lam.

## Đặc điểm
- Mạch núi chạy theo hướng Tây Bắc - Đông Nam có diện tích khoảng 30km², từ nam bến thủy vào đến bắc Cửa Sót. Chia làm 3 nhóm núi: nhóm Thiên Tượng, nhóm Đụn và nhóm Hương Tích[1].
- Hồng Lĩnh có 60 đỉnh nhô cao lên từ mấy chục mét và cao nhất là 768m. Tính từ tây bắc xuống có các đỉnh: Nam Bàn, Yên Xuân, Đà Hồng, Cột Cờ, Thiên Tượng, Mồng Già (có 2 ngọn), Bạch Tỵ, Hương Tích, Tai Voi, Mũi Rồng, Ông, Tháp Cờ, Chân Tiên, Hàm Rồng, Chẻ Hai, Đá Hang… Nhiều ngọn được mang tên kỳ thú do người đời đặt và lưu truyền.
- Có 8 cửa truông thuận tiện cho đi lại qua Hồng Lĩnh từ tây sang đông và từ bắc xuống nam, như truông: Cộng Khánh, Vắn (Cố Ghép)... Trong núi có nhiều hang động như: động 12 cửa, động Chẻ Hai, động Đá Hang, động Hàm Rồng... Có đến 26 khe suối chảy từ trong núi ra và ngày nay có hàng mấy chục đập nước ở chân núi Hồng Lĩnh, một số ao hồ ở lưng núi và chân núi như Bàu Tiên, Vực Nguyệt, Ao Núi Lân, Bàu Mỹ Dương.

## Di tích lịch sử - văn hóa

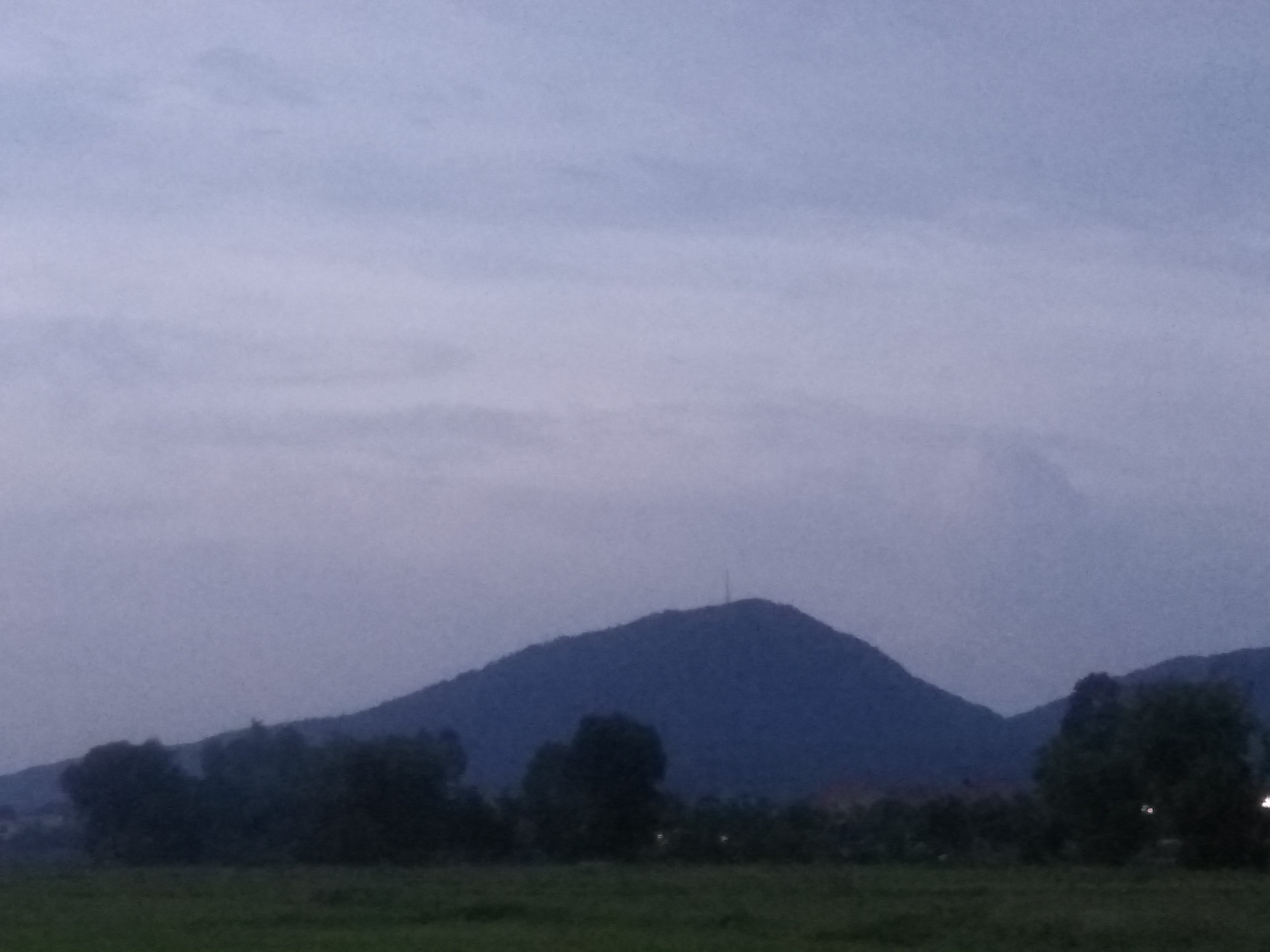
Dãy núi nhìn từ xã Thuận Lộc

Các di sản văn hoá- lịch nổi tiếng từ các di tích như
- Đỉnh Tháp Cờ, nơi hoàng tử, con Mai Thúc Loan xây căn cứ,
- Núi Lầu có hành cung của Lý Thánh Tông,
- Luỹ Đá của Ngô Quảng nổi lên chống Pháp

Dãy núi Hồng Lĩnh đã có 7 sắc phong và 1 công lệnh thời Lê.
Nơi đây có khoảng 100 ngôi chùa và đền miếu. Có ngôi rất cổ như:
- chùa Hương Tích
- chùa Chân Tiên, nơi được cho là vẫn còn dấu chân người và chân ngựa trên tảng đá (gắn với truyền thuyết Tiên giáng trần).
- Cụm Quần thể di tích lịch sử văn hóa Tiên Sơn (được nhà nước xếp hạng di tích cấp tỉnh vào đầu năm 2012 và Bằng bảo trợ di tích lịch sử văn hóa của Liên hiệp các hội UNESCO Việt Nam, cụm bao gồm các công trình kiến trúc văn hóa và tín ngưỡng như: đền - chùa Tiên Sơn, đền Thánh Mẫu, đền Bà chúa kho, đền thờ Lục vị Thánh tổ nghề rèn; với các chùa như Thiên Tượng, Hương Tích, Long Đàm)[8][9].

## Truyền thuyết và sự tích

### Truyền thuyết tạo núi[cần dẫn nguồn]
Tương truyền núi Hồng Lĩnh có tất cả 99 đỉnh được ông Đùng xếp mà thành.
Thủa hồng hoang khai thiên lập địa, vùng đất Hà Tĩnh và Nghệ An bây giờ núi non mọc ngổn ngang, ngăn cách vùng này với cùng kia. Khi ấy có hai người khổng lồ được dân gian gọi bằng cái tên thân thuộc là ông Đùng và bà Đùng, nhiều lần đã giúp đỡ nhân dân trong vùng.
Một ngày nọ, ông Đùng tới gặp bà Đùng ngỏ ý kết duyên cùng. Bà Đùng thấy núi non vùng này ngổn ngang, nhân dân không có chỗ trông lúa liền thách ông Đùng rằng: ”Ttrước khi gà gáy ngày mai, nếu ông Đùng xếp được 100 ngọn núi thì bà sẽ đồng ý làm vợ”. Nghe xong ông Đùng một mình cặm cụi kéo núi khắp vùng xếp lại đến quên cả ăn quên cả nghỉ. Đến mờ sáng hôm sau, khi đã xếp được 99 ngọn thì đúng lúc bà Đùng tỉnh giấc, thấy ông Đùng đang cặm cụi xếp núi nên đùa vui bằng việc giả tiếng gà gáy. Ông Đùng đang kéo một ngọn núi về cho tròn 100 ngọn, đến bên bờ bắc sông Lam nghe thấy “gà” gáy tưởng thật, nên đứng dậy phủi tay mà đi. Cuối cùng thì bà Đùng cũng chấp nhận đấng phu quân, nhưng do bà Đùng giả tiếng gáy sớm mà dãy núi Hồng Lĩnh chỉ có 99 ngọn núi, còn một ngọn núi đã bị bỏ quên ở bờ bắc sông Lam được người dân gọi là núi Quyết.

### Truyền thuyết 100 con chim Phượng Hoàng bay về tìm chốn đậu[cần dẫn nguồn]
Thủa xưa, vua Hùng có ý tìm trong cả nước vùng đất thích hợp để lập đô. Lạc Tướng tâu rằng xưa Việt Thường từng đóng đô cũ ở Ngàn Hống. Vua nghe vậy liền cất công tới thị sát xem như thế nào. Khi vua Hùng đến nơi, bỗng đâu trên trời xuất hiện 100 con chim Phượng Hoàng đang bay lượn, trông rất đẹp. Vua Hùng mừng lắm, cho rằng đây đã là nơi đặt kinh đô cho muôn đời. Ngờ đâu 100 con chim Phượng Hoàng bay về núi đậu trên 99 đỉnh của dãy Ngàn Hống., còn con dầu đàn không có chỗ đậu nên bay đi; thấy vậy cả đàn Phượng Hoàng cũng bay theo. Vua Hùng cho rằng đây là điềm của trời không thuận không thể đặt làm kinh đô.

Hình ảnh núi Hồng Lĩnh được vua Minh Mạng cho khắc vào Anh Đỉnh đặt trong Đại nội Huế

### Những truyền thuyết khác và sự tích khác[cần dẫn nguồn]
Truyền thuyết về ông Đùng dùng chân bắc cầu cho dân qua sống.
Truyền thuyết ông Đùng đào quặng sắt trong núi dạy dân Trung Lương làm nghề rèn.
Truyền thuyết về những nàng tiên trên trời xuống tắm mát mà để lại dấu chân trên đá, nhân dân địa phương liền lập nơi thờ tự gọi là chùa Chân Tiên.
Truyền thuyết nàng Công chúa Diệu Thiện con vua Sở Trang Vương lên núi Hương Tích thuộc dãy Hồng Lĩnh lập am tu hành, hiến mắt hiến tay cứu cha mình... mà nay là Chùa Hương Tích.

Năm 1842, vua Thiệu Trị có đi ngang đây và hỏi về sự tích:
Thuyền ngự do sông Đại Nại tiến phát, qua núi Hồng Lĩnh, vua triệu quan tỉnh là Vũ Đức Nhu, hỏi về thắng tích núi ấy. Nhu thưa rằng : “Núi này khởi đầu từ huyện Nghi Xuân, qua huyện Thiên Lộc (nay là Can Lộc), quanh co, liền lượt, gồm 99 ngọn. Tương truyền có đàn chim hạc đen đậu ở trên núi, cho nên đặt tên là “Hồng Lĩnh”, bên phía nam núi này có ngôi chùa cổ, tên gọi là Hương Tích. Tục truyền : xưa con gái của Sở Trang vương rất mộ đạo Phật ở xa đến thăm cảnh chùa rồi ở tu và hóa tại đây. Trang vương theo tìm được, mới dựng đài ở phía bắc chùa này, nay vẫn còn nền cũ, gọi là nền “Trang vương”. Vua cười nói: “Đó là câu chuyện hài hước của người Tề, nói sự quái lạ, truyền mãi không thể bỏ hết !”. Hoặc giả có ý nghĩa gì khác cũng chưa biết chừng”.

## Lễ hội truyền thống
- Lễ hội chùa Hương Tích ở xã Thiên Lộc, huyện Can Lộc. Năm 1990 chùa được Nhà nước cấp bằng di tích văn hóa - thắng cảnh.
- Lễ hội chùa Chân Tiên ở xã Thịnh Lộc - Can Lộc được tổ chức vào ngày 3/3 âm lịch hàng năm.
- Lễ hội đua thuyền truyền thống đầu xuân 03 04 Tết Nguyên Đán ở xã Trung Lương, Hồng Lĩnh
- Lễ hội Văn Hóa Tiên Sơn suốt tháng giêng hàng Năm
- Lễ hội Đền cả (Dinh Đô Quan Hoàng mười): đền được xây dựng vào năm 1060 thời nhà Lý vua Lý Thánh Tông.[11]

## Hình ảnh

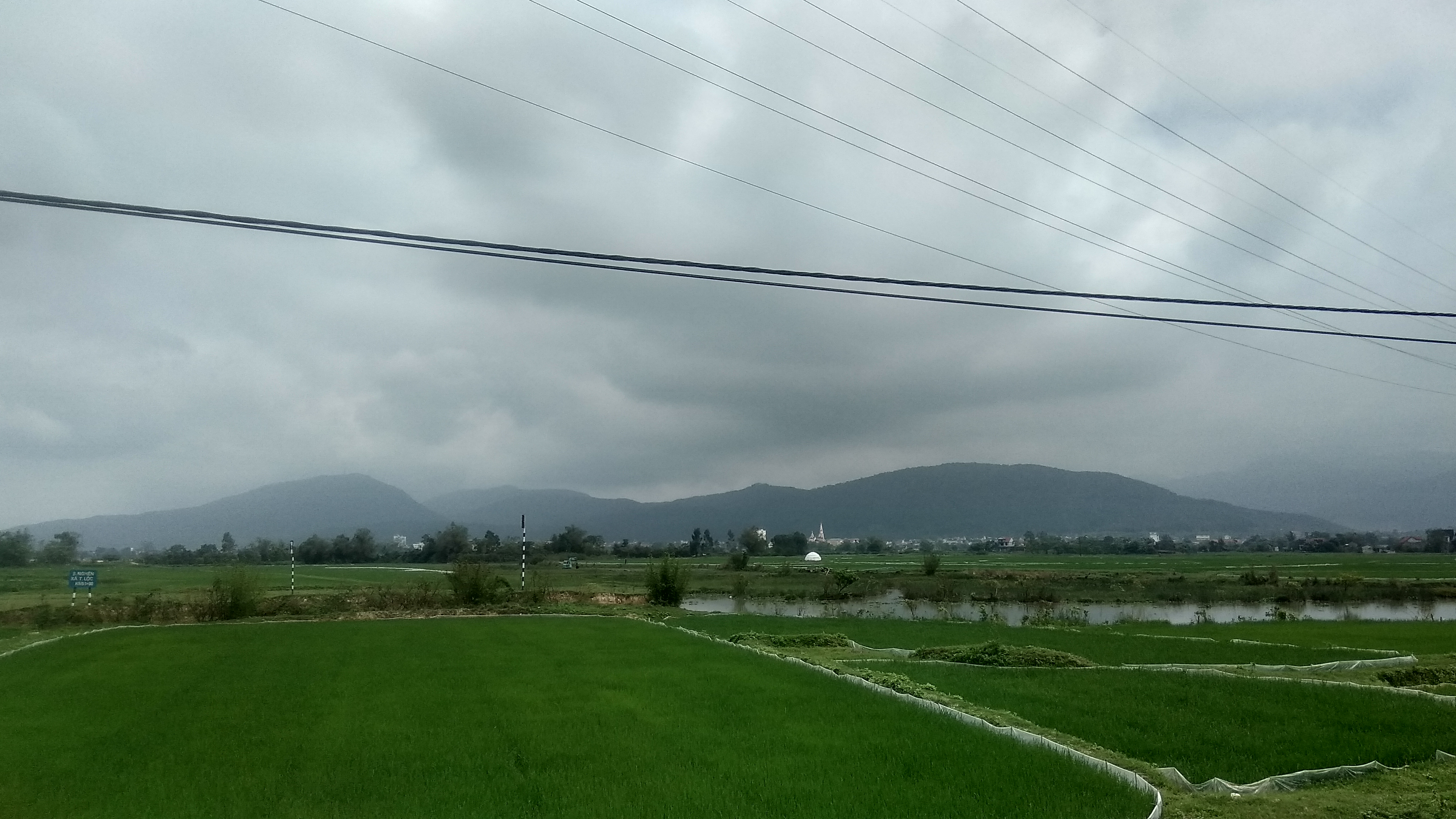
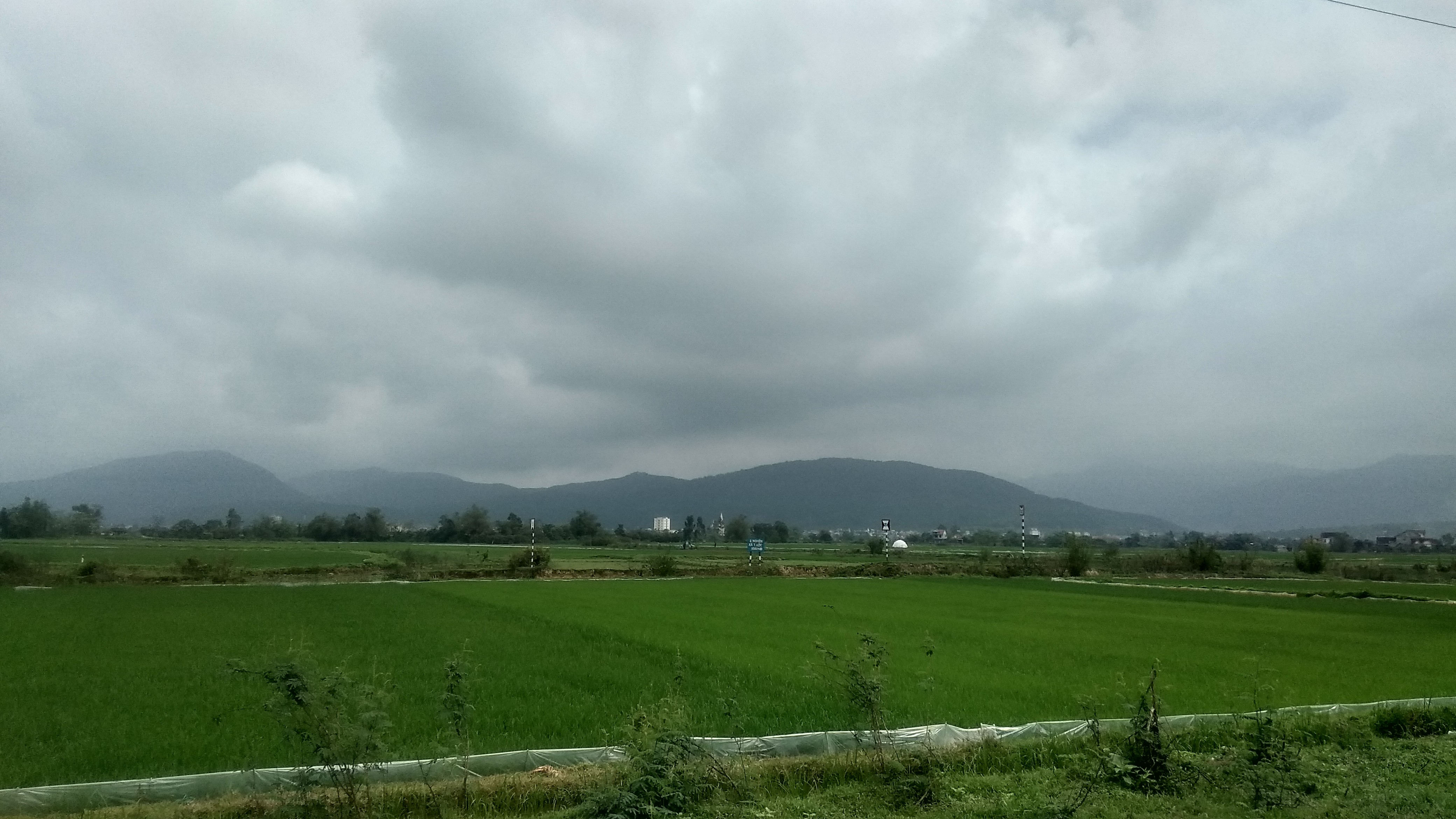
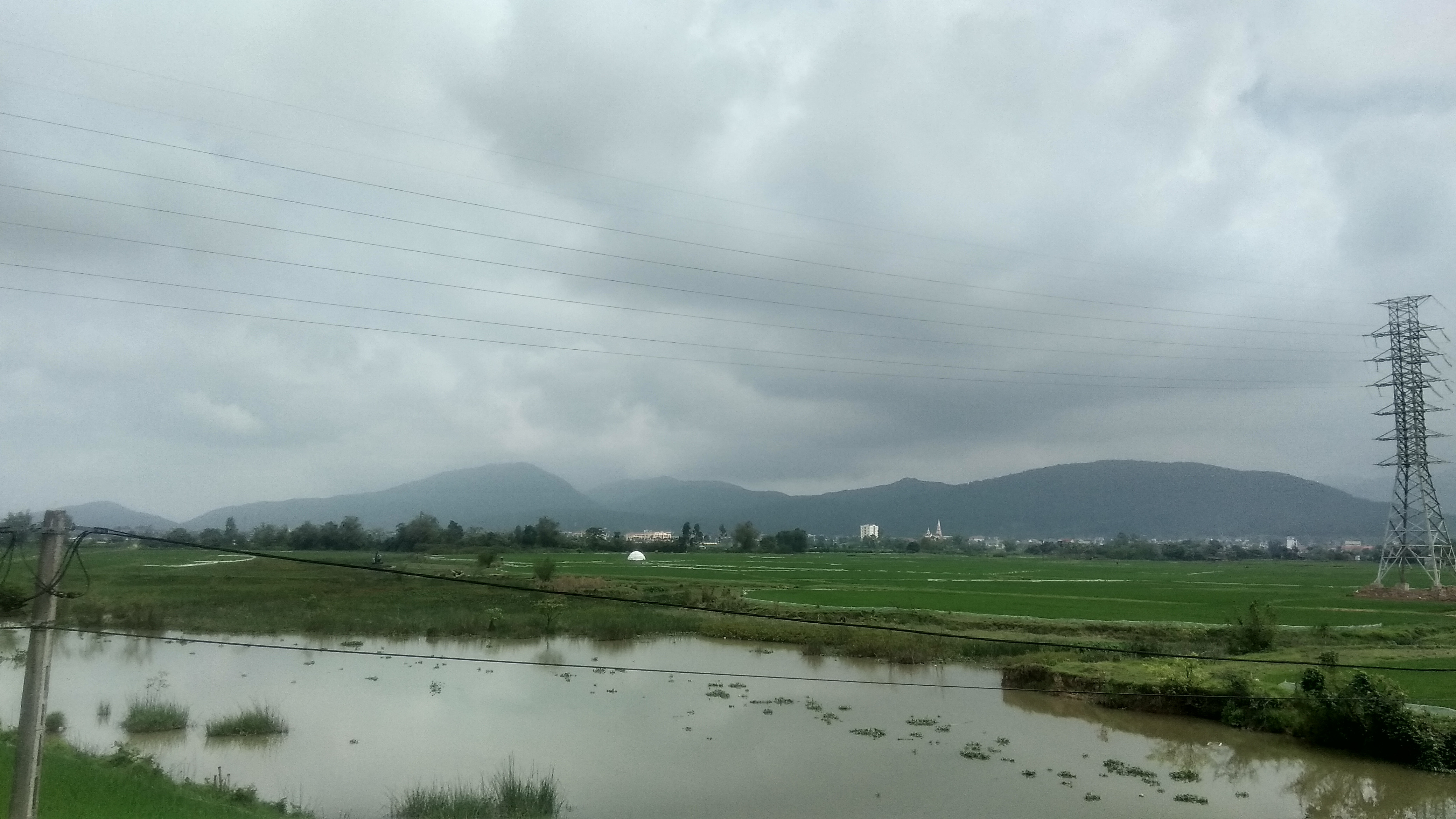
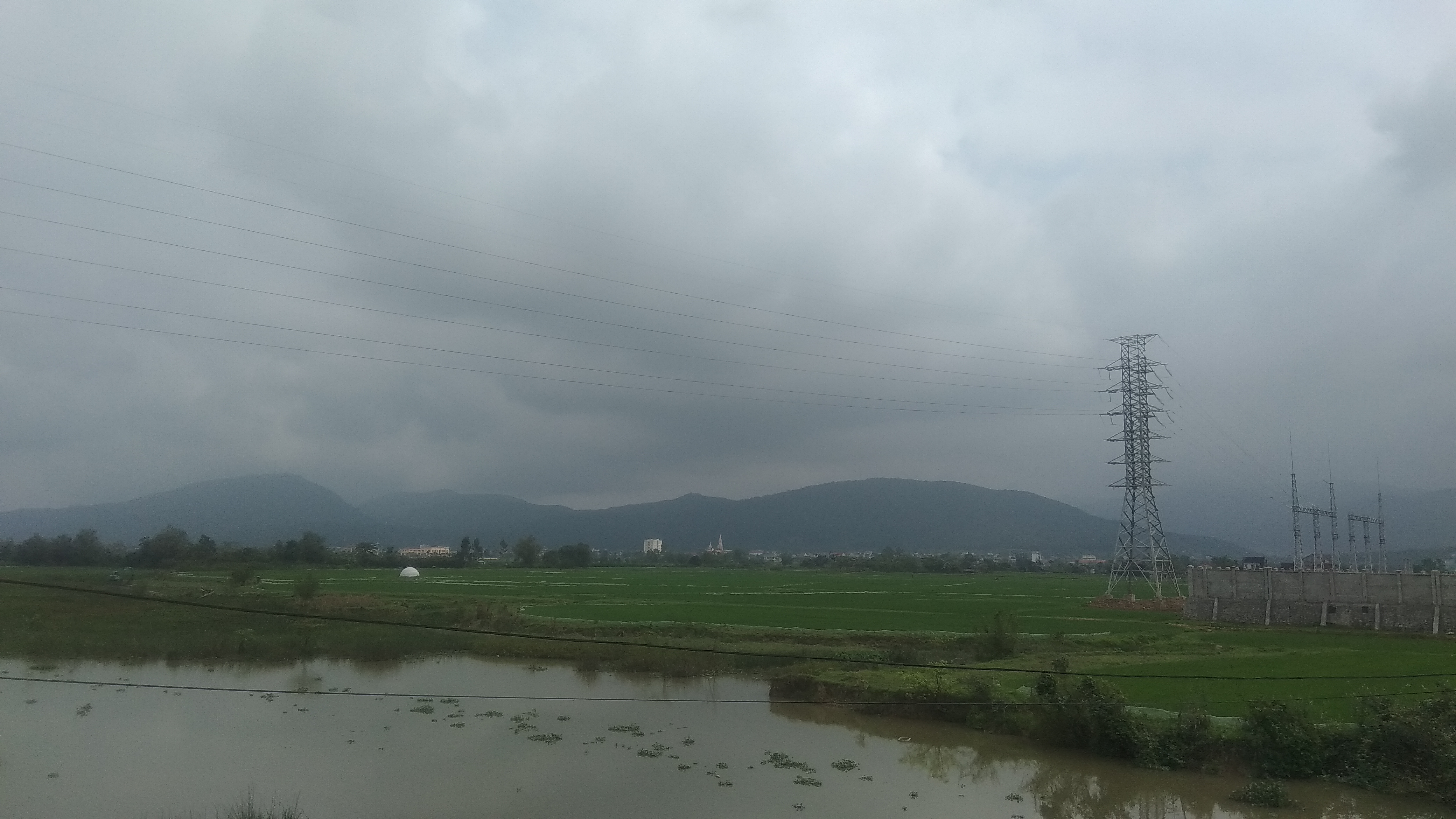
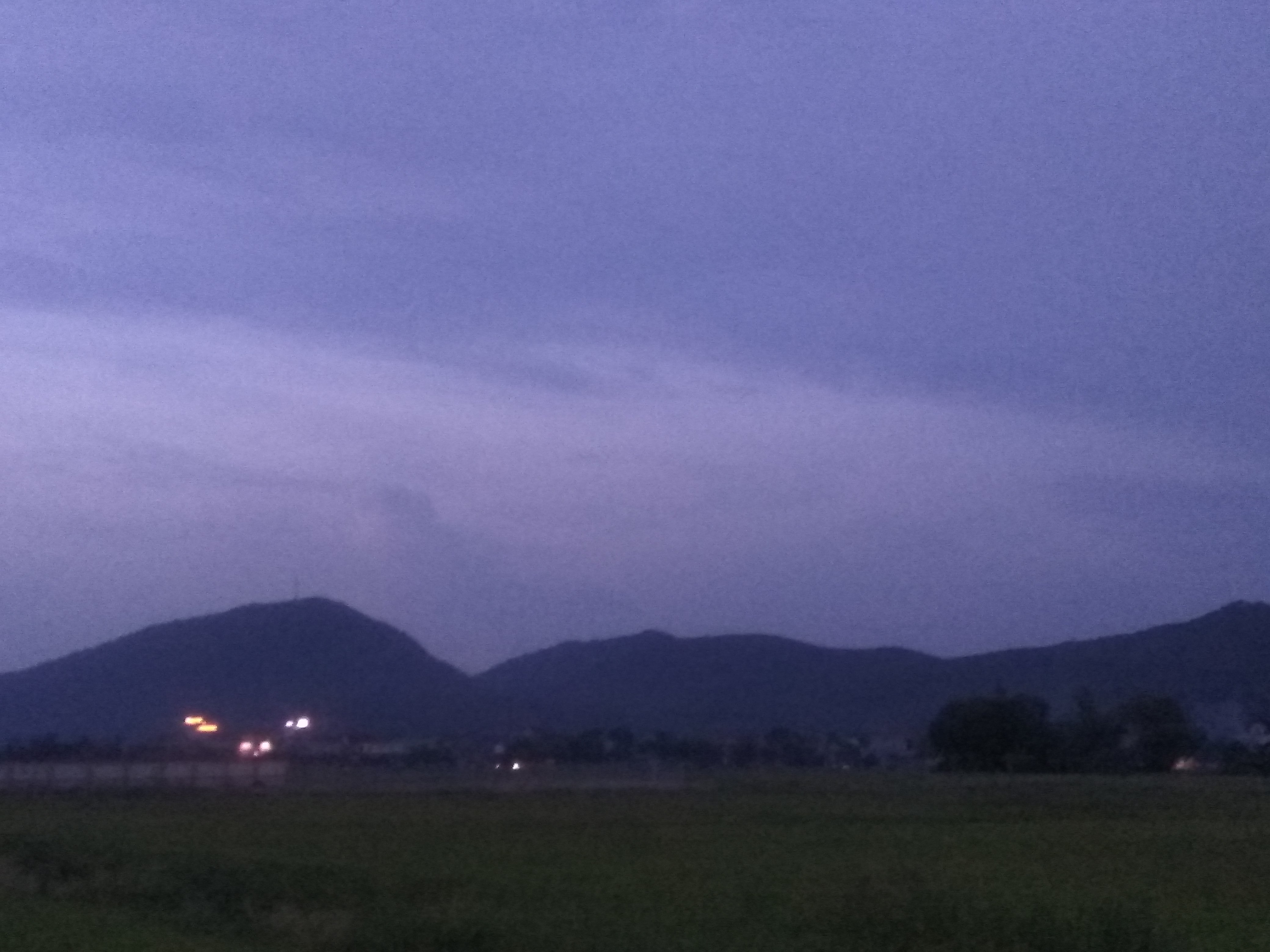